# Костёл Господа Иисуса (Вильнюс)
Костёл Го́спода Иису́са и монасты́рь тринита́риев (лит. Vilniaus Viešpaties bažnyčia ir trinitorių vienuolynas, лит. Vilniaus Išganytojo bažnyčia, лит. Vilniaus Viešpaties Jėzaus bažnyčia, лит. Vilniaus Trinitorių bažnyčia) — ансамбль католического костёла и бывшего монастыря тринитариев на Антоколе (Вильнюс), по адресу улица Антакальнё 27 (Antakalnio g. 27). Ансамбль образуют храм и четыре корпуса монастырских зданий, компактно расположенные на сравнительно небольшом прямоугольном участке (около 1 га) рядом с бывшим парком Сапег. Ансамбль сформировался в конце XVII — начале XVIII веков. Основал храм и монастырь гетман великий литовский Казимир Ян Сапега. Ансамбль является памятником архитектуры республиканского значения (AtR 54) и охраняется государством; код 759 в Регистре культурных ценностей Литовской Республике.

## История
Храм построен на месте бывшего языческого святилища. Прибывших в Вильно в 1693 году монахов тринитариев виленский воевода Казимир Ян Сапега разместил в своем владении. На его средства с 1694 до 1717 года был выстроен храм, ставший частью резиденции Сапег. Строительными работами руководил архитектор Станислав Нароцкий.
Утверждается, что костёл и монастырь были построены в 1691—1716 годах, а автором проекта был архитектор и скульптор Пьетро Перти. В 1716 году костёл был освящён. По монастырским источникам, строительство храма окончательно завершилось в 1756 году и костёл был повторно освящён епископом Томашем Зенкевичем во имя святой Троицы и пресвятого Спасителя; по другим сведениям, во имя пресвятой Троицы, пресвятого Спасителя Иисуса Назаретянина и рождества пресвятой девы Марии.

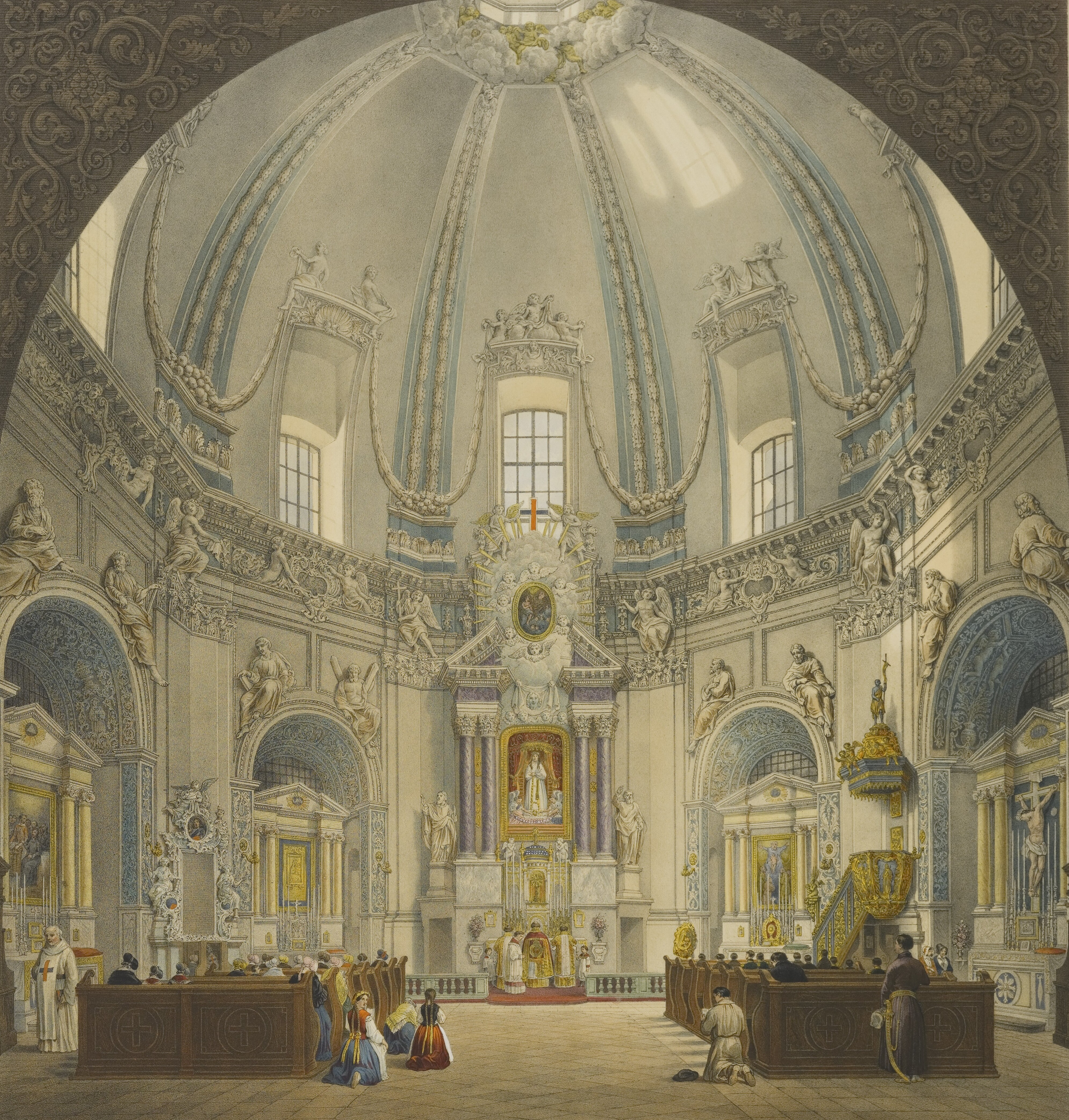
В. С. Садовников. Интерьер костёла тринитариев (1846)

В 1700—1705 годах костёл и монастырь были обильно украшены фигурной и орнаментной лепниной из стукко. Работой группы скульпторов, выполнившей большую часть наружного и внутреннего декора, руководил Пьетро Перти. Часть декора выполнялась позднее другими скульпторами.
В 1734 году в подвалах были устроены крипты для захоронения Сапег. В 1744 году в храме был сооружён роскошный мраморный надгробный памятник в стиле рококо сыну основателя монастыря Александру Павлу Сапеге. Памятник с портретом Александра Сапеги над мраморной таблицей с надписью создан на средства и по инициативе его сына, виленского епископа суфрагана Юзефа Станислава Сапеги. Храм украшали три картины Франциска Смуглевича; по другим сведениям, четыре полотна Смуглевича были в четырёх алтарях костёла. Во второй половине XVIII века к зданию храма были пристроены две башни.

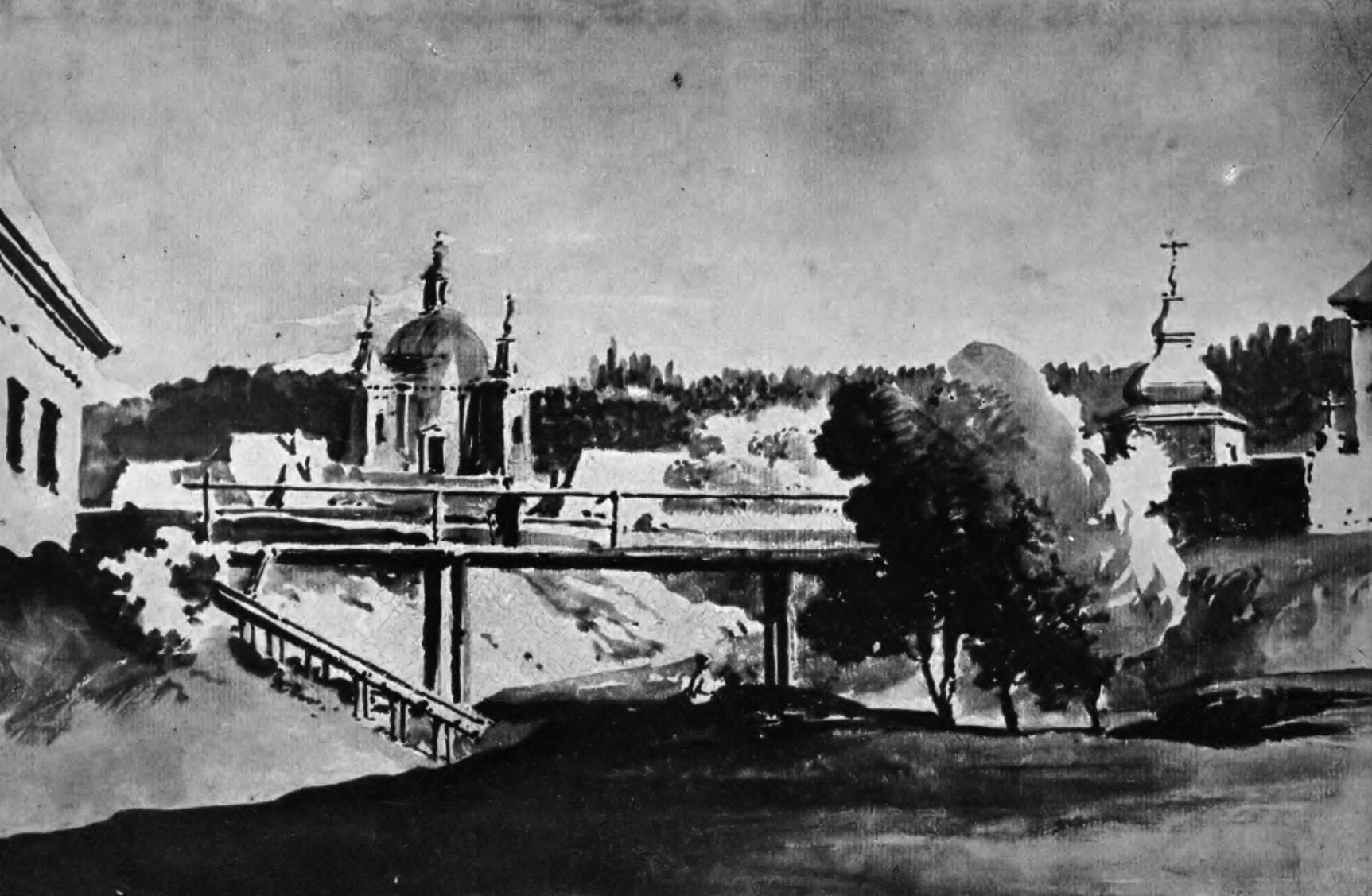
Франциска Смуглевича. Костёл тринитариев на Антоколе. 1786. Сепия

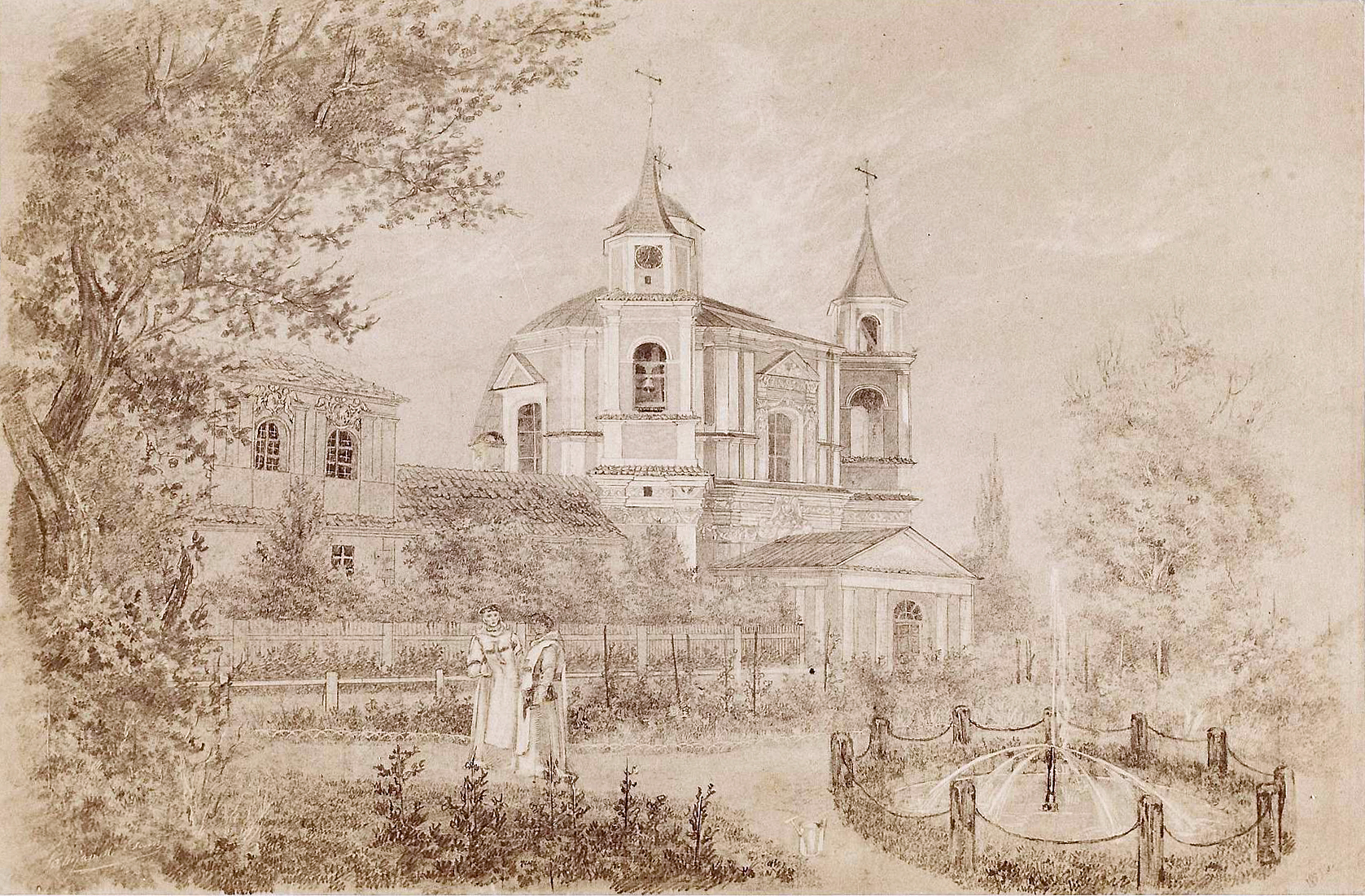
Р. Фабиянский. Костёл и монастырь тринитариев. 1851. Рисунок

Во время нашествия Наполеона в 1812 году французы разграбили костёл
В 1864 году (или 1865 году) костёл был превращён в православную церковь Святого Архангела Михаила, а здания монастыря приспособлены под казармы. Во время реконструкции храма многие элементы интерьера были уничтожены: не стало шести боковых алтарей, амвона и памятника Александру Павлу Сапеге, части скульптурного декора. Шлемы башен были заменены куполами луковичной формы. Слывущая чудотворной деревянная статуя Спасителя, подаренная тринитариям папой римским Иннокентием XII и привезённая в 1700 году из Рима, была перенесена в костёл Святых апостолов Петра и Павла. Церковь была освящена 8 ноября 1865 года. В 1866 году при церкви во имя Архистратига Михаила была устроена и освящена домовая теплая церковь во имя Страстей Христовых.
В 1919 году храм стал костёлом польского военного госпиталя. С 1924 года проводилась частичная реставрация интерьеров под руководством и наблюдением художника Ежи Хоппена. В 1929 году башням и фонарю центрального купола были возвращены шлемы первоначальных форм. В 1929—1931 годах лепнину в храме реставрировал Пётр Германович. Отремонтированные монастырские постройки в 1924 году заняла дерматологическая клиника Университета Стефана Батория.
После Второй мировой войны костёл находился на территории казарм и использовался в качестве склада военного училища. В 1975 году здание храма было частично обновлено: кровля перекрыта жестью, вставлены новые окна, перекрашен фасад.
После вывода из Литвы частей советской армии монастырь и костёл были переданы верующим. В 1993 году здесь обосновалась католическая духовная семинария. После того, как духовная семинария перешла в своё новое здание в Ерузале, в монастыре в 1998 году обосновалась конгрегация Святого Иоанна.
В 2000 году костёл был освящён.

## Архитектура

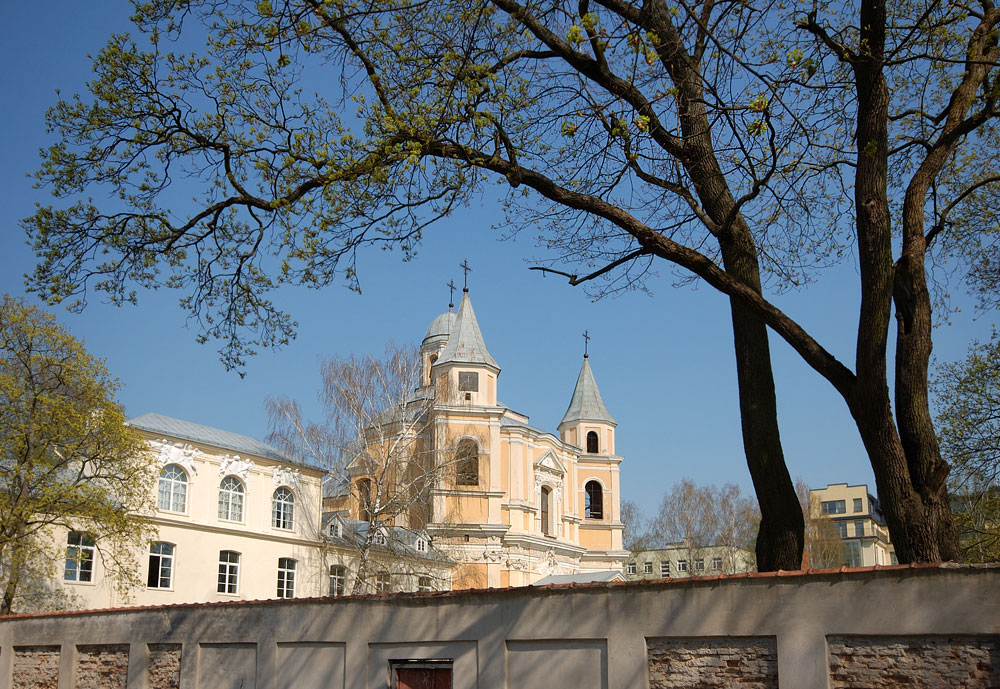
Костёл Господа Иисуса

Храм доминирует в ансамбле. Купольный костёл типа ротонды, уникальный для Литвы, построен по образцу костёлов римских тринитариев. Здание сложено из кирпича и покрыто штукатуркой; кровли из жести. Здание храма в плане восьмиугольное и увенчано монументальным куполом с фонарём (высота 34 м). В южной части храма пристроены две четырёхугольных башни.
Важнейший акцент главного южного фасада — двойной фриз с обильным декором. В его центре расположена горельефная скульптурная группа, изображающая ангела и коленопреклонённых воинов, что символизирует деятельность ордена тринитариев: тринитарии занимались возвращением пленных на родину. Ось симметрии фасада подчёркивает портал, скульптурная группа фриза и окно с декоративным обрамлением и треугольным сандриком.
Боковые фасады асимметричной композиции.